# بيل دارسي
بيل دارسي (بالإنجليزية: Bill D'Arcy)‏ هو سياسي أسترالي، ولد في 31 يوليو 1939 في بريزبان في أستراليا. حزبياً، نشط في حزب العمال الأسترالي. وقد انتخب عضو المجلس التشريعي ولاية كوينزلاند.